# Torneo Clausura de la Primera División de Guatemala 2013
Para el Torneo Clausura 2013 de la Primera División de Guatemala se han confirmado la participación de 19 equipos.

## Mecánica del Torneo
El Torneo de Clausura, es el final de la temporada 2012-2013 del fútbol profesional en Guatemala. La liga de Primera División está conformada por veinte equipos que se organizan en dos grupos de acuerdo a la región donde se ubican ya sea nororiente o suroccidente. La primera fase del torneo enfrenta entre sí a todos los equipos participantes, y avanzan a la fase final (torneo final a eliminación directa) los cuatro mejores equipos de cada grupo, en la fase final los primeros cuatro del Grupo A se enfrentan contra los primeros cuatro del Grupo B según su clasificación en los respectivos grupos.

## Tabla de posiciones
Los horarios corresponden a la hora de Guatemala (UTC-?)

### Grupo A
|  |     | Equipos de fútbol  | PJ | G | E | P | GF | GC | Dif | Pts |
|  | --- | ------------------ | -- | - | - | - | -- | -- | --- | --- |
|  | 1.  | Coatepeque         | 16 | 8 | 4 | 4 | 21 | 16 | +5  | 31  |
|  | 2.  | Ayutla             | 16 | 7 | 4 | 5 | 22 | 14 | +8  | 28  |
|  | 3.  | Iztapa             | 16 | 7 | 4 | 5 | 23 | 19 | +4  | 28  |
|  | 4.  | La Gomera          | 16 | 7 | 4 | 5 | 18 | 16 | +2  | 28  |
|  | 5.  | Aurora             | 16 | 6 | 5 | 5 | 20 | 15 | +5  | 26  |
|  | 6.  | Puerto San José    | 16 | 7 | 2 | 7 | 23 | 24 | -1  | 26  |
|  | 7.  | San Pedro          | 16 | 5 | 3 | 8 | 19 | 24 | -5  | 21  |
|  | 8.  | Nueva Concepción   | 16 | 4 | 5 | 7 | 21 | 30 | -9  | 20  |
|  | 9.  | Antigua            | 16 | 4 | 5 | 7 | 11 | 20 | -9  | 17  |
|  | 10. | Juventud Retalteca | 0  | 0 | 0 | 0 | 0  | 0  | 0   | 0   |

PJ = Partidos Jugados; G = Partidos Ganados; E = Partidos Empatados; P = Partidos Perdidos; GF = Goles Anotados; GC = Goles Recibidos; Dif = Diferencia de goles; Pts = Puntos

Se le otorgó 3 puntos a cada equipo del grupo A por la desaparición y descenso directo de Juventud Retalteca
|  | Clasificados para la Fase Final |

### Grupo B
|  |     | Equipos de fútbol | PJ | G  | E | P  | GF | GC | Dif | Pts |
|  | --- | ----------------- | -- | -- | - | -- | -- | -- | --- | --- |
|  | 1.  | Cobán             | 18 | 10 | 2 | 6  | 26 | 20 | +6  | 32  |
|  | 2.  | Achuapa           | 18 | 10 | 1 | 7  | 37 | 25 | +12 | 31  |
|  | 3.  | Sayaxché          | 18 | 10 | 1 | 7  | 29 | 30 | -1  | 31  |
|  | 4.  | Sacachispas       | 18 | 9  | 3 | 6  | 25 | 24 | +1  | 30  |
|  | 5.  | Zacapa            | 18 | 8  | 4 | 6  | 24 | 16 | +8  | 28  |
|  | 6.  | Guastatoya        | 18 | 8  | 4 | 6  | 21 | 17 | +4  | 28  |
|  | 7.  | Mixco             | 18 | 7  | 2 | 9  | 25 | 31 | -6  | 23  |
|  | 8.  | San Francisco     | 18 | 5  | 3 | 10 | 23 | 29 | -6  | 18  |
|  | 9.  | Quirigua          | 18 | 5  | 3 | 10 | 29 | 37 | -8  | 18  |
|  | 10. | Carchá            | 18 | 3  | 7 | 8  | 17 | 27 | -10 | 16  |

Pts = Puntos; PJ = Partidos Jugados; G = Partidos Ganados; E = Partidos Empatados; P = Partidos Perdidos; GF = Goles Anotados; GC = Goles Recibidos; Dif = Diferencia de goles

### Fase Final
|  | Cuartos de final                                   | Cuartos de final                                   | Cuartos de final                                   |   |          | Semifinales                                          | Semifinales                                          | Semifinales                                          |  |  | Final                                | Final                                | Final                                |
|  | 1 de mayo de 2013 (Ida) 5 de mayo de 2013 (Vuelta) | 1 de mayo de 2013 (Ida) 5 de mayo de 2013 (Vuelta) | 1 de mayo de 2013 (Ida) 5 de mayo de 2013 (Vuelta) |   |          | 12 de mayo de 2013 (Ida) 19 de mayo de 2013 (Vuelta) | 12 de mayo de 2013 (Ida) 19 de mayo de 2013 (Vuelta) | 12 de mayo de 2013 (Ida) 19 de mayo de 2013 (Vuelta) |  |  | 26 de mayo (Ida) 2 de junio (Vuelta) | 26 de mayo (Ida) 2 de junio (Vuelta) | 26 de mayo (Ida) 2 de junio (Vuelta) |
|  |                                                    |                                                    |                                                    |   |          |                                                      |                                                      |                                                      |  |  |                                      |                                      |                                      |
|  | Iztapa                                             | 4                                                  | 1                                                  |   |          |                                                      |                                                      |                                                      |  |  |                                      |                                      |                                      |
|  | Achuapa                                            | 2                                                  | 0                                                  |   |          |                                                      |                                                      |                                                      |  |  |                                      |                                      |                                      |
|  | Achuapa                                            | 2                                                  | 0                                                  |   | Iztapa   | 1                                                    | 1                                                    |                                                      |  |  |                                      |                                      |                                      |
|  |                                                    |                                                    |                                                    |   | Iztapa   | 1                                                    | 1                                                    |                                                      |  |  |                                      |                                      |                                      |
|  |                                                    | Cobán                                              | 0                                                  | 2 |          |                                                      |                                                      |                                                      |  |  |                                      |                                      |                                      |
|  | La Gomera                                          | Cobán                                              | 0                                                  | 2 | 3        | 1                                                    |                                                      |                                                      |  |  |                                      |                                      |                                      |
|  | La Gomera                                          |                                                    |                                                    |   | 3        | 1                                                    |                                                      |                                                      |  |  |                                      |                                      |                                      |
|  | Cobán                                              | 2                                                  | 3                                                  |   |          |                                                      |                                                      |                                                      |  |  |                                      |                                      |                                      |
|  |                                                    |                                                    |                                                    |   |          |                                                      |                                                      |                                                      |  |  | Iztapa                               | 2                                    | 1                                    |
|  |                                                    |                                                    | Coatepeque                                         | 1 | 5        |                                                      |                                                      |                                                      |  |  |                                      |                                      |                                      |
|  | Sayaxché                                           | 3                                                  | 1                                                  |   |          |                                                      |                                                      |                                                      |  |  |                                      |                                      |                                      |
|  | Ayutla                                             | 2                                                  | 1                                                  |   |          |                                                      |                                                      |                                                      |  |  |                                      |                                      |                                      |
|  | Ayutla                                             | 2                                                  | 1                                                  |   | Sayaxché | 2                                                    | 1                                                    |                                                      |  |  |                                      |                                      |                                      |
|  |                                                    |                                                    |                                                    |   | Sayaxché | 2                                                    | 1                                                    |                                                      |  |  |                                      |                                      |                                      |
|  |                                                    | Coatepeque                                         | 1                                                  | 4 |          |                                                      |                                                      |                                                      |  |  |                                      |                                      |                                      |
|  | Sacachispas                                        | Coatepeque                                         | 1                                                  | 4 | 2        | 0                                                    |                                                      |                                                      |  |  |                                      |                                      |                                      |
|  | Sacachispas                                        |                                                    |                                                    |   | 2        | 0                                                    |                                                      |                                                      |  |  |                                      |                                      |                                      |
|  | Coatepeque                                         | 1                                                  | 3                                                  |   |          |                                                      |                                                      |                                                      |  |  |                                      |                                      |                                      |